# Блюм, Иоганн Рейнхард
Иоганн Рейнхард Блюм (нем. Johann Reinhard Blum; 1802—1883) — немецкий минералог.

## Биография
Родился 28 октября 1802 года в Ханау.
С 1821 года он учился в университетах Гейдельберга и Марбурга, получив степень бакалавра по минералогии в 1828 году. В 1838 году он стал доцентом, а в 1856 году — полным профессором минералогии в Гейдельбергском университете. В течение многих лет Иоганн Блюм он был директором минеральной коллекции университета. 
В 1871 году он был одним из основателей Верхне-Рейнской геологической ассоциации. Являлся членом Общества немецких натуралистов и врачей.
Широко известен пионерскими исследованиями псевдоморфоза, стал автором учебника на эту тему под названием «Die Pseudomorphosen des Mineralreichs» (1843). В 1861 году Иоганн Блюм описал минерал рёсслерит (rösslerite), названный в честь его первооткрывателя Карла Рёсслера. Вместе с химиком Фридрихом Делфсом он описал минерал леонгардит (назван в честь Карла Леонгарда), название дано для частично обезвоженного непрозрачного минерала ломонтита.
Умер 21 августа 1883 года в Гейдельберге. Похоронен на городском кладбище Bergfriedhof.
Некоторые работы учёного:
- Lehrbuch der Oryktognosie, 1832;
- Taschenbuch der Edelsteinkunde für Mineralogen, Techniker und Juweliere (как редактор, 1834);
- Lithurgik, oder Mineralien und Felsarten, 1840;
- Die Pseudomorphosen des Mineralreichs, 1843;
- Die Einschlüsse von Mineralien in Krystallisirten Mineralien, 1854;
- Handbuch der lithologie oder gesteinlehre, 1860;
- Dritter Nachtrag zu den Pseudomorphosen des Mineralreichs, 1863;
- Die mineralien nach den krystallsystemen geordnet, 1866.